# Hoplocrepis
Hoplocrepis är ett släkte av steklar. Hoplocrepis ingår i familjen finglanssteklar.
Kladogram enligt Catalogue of Life:
| Hoplocrepis | \| \| Hoplocrepis albiclavus \| \| \| \| \| \| Hoplocrepis bifasciata \| \| \| \| \| \| Hoplocrepis brasiliensis \| \| \| \| \| \| Hoplocrepis grenadensis \| \| \| \| \| \| Hoplocrepis mexicana \| \| \| \| |
|             | \| \| Hoplocrepis albiclavus \| \| \| \| \| \| Hoplocrepis bifasciata \| \| \| \| \| \| Hoplocrepis brasiliensis \| \| \| \| \| \| Hoplocrepis grenadensis \| \| \| \| \| \| Hoplocrepis mexicana \| \| \| \| |
|             | Hoplocrepis albiclavus |
|             | |
|             | Hoplocrepis bifasciata |
|             | |
|             | Hoplocrepis brasiliensis |
|             | |
|             | Hoplocrepis grenadensis |
|             | |
|             | Hoplocrepis mexicana |
|             | |